# Paola Ampudia
Paola Andrea Ampudia Mosquera (ur. 5 sierpnia 1988 w Cali) – kolumbijska siatkarka grająca na pozycjach atakującej i przyjmującej, reprezentantka kraju. W sezonie 2012/2013 zawodniczka Budowlanych Łódź, do których dołączyła w trakcie rozgrywek z İqtisadçı Baku.

## Kluby
| Klub                 | Lata gry  |
| -------------------- | --------- |
| Miami Dade College   | 2005−2007 |
| Mizzou Tigers        | 2007−2010 |
| Leonas de Ponce      | 2010−2011 |
| Scavolini Pesaro     | 2011−2012 |
| İqtisadçı Baku       | 2012–2013 |
| Budowlani Łódź       | 2012−2013 |
| Jakarta Elektrik PLN | 2013−2014 |

## Osiągnięcia
- 2005 −  brązowy medal Bolivarian Games